# Rowly
Rowly är en by i Surrey i England. Byn ligger 10,3 km från Guildford. Orten har 690 invånare (2015).